# 5055 Opekushin
5055 Opekushin (1986 PB5) là một tiểu hành tinh vành đai chính được Lyudmila Chernykh phát hiện vào ngày 13 tháng 8 năm 1986 tại Đài vật lý thiên văn Crimean. Tiểu hành tinh này được đặt theo tên của Alexander Opekushin.